# 调度中心
调度中心（英語：Mission Control，前身為 ）是在macOS中管理開啟視窗（特別是視窗數量很多）的工具，允許使用者可以快速地看到所有開啟的視窗（或是某些指定的集合），而不需要在很多視窗之間按滑鼠選擇，就可以找到指定的目標。
App Exposé显示当前应用的所有窗口，而调度中心则显示任何应用的所有窗口。

## 用途

Mac OS X v10.3 Exposé 螢幕畫面

有三種不同的使用不同標準的不同模式來安排這些視窗：
All windows (所有視窗)顯現所有開啟和沒有隱藏的視窗，把他們的外觀縮小使得他們可以全部排列在單一的螢幕上。預設使用F9鍵可以啟動這項功能。
Application windows (應用程式視窗)顯現目前活躍前景應用程式的所有開啟和沒有隱藏的視窗。同樣的，視窗會縮小一起顯示在螢幕上，但一般而言他們縮小的幅度比較不大，因為相對於整個系統全部視窗而言，單一個應用程式只有比較少的視窗數量（參考右邊的螢幕截圖）。在預設的喜好設定中，這個功能可以使用F10鍵來啟動。
Desktop (桌面)把所有視窗從螢幕上移走，讓使用者能夠清楚地存取桌面。在預設的喜好設定中，這個功能可以使用F11鍵來啟動。
在前面兩個例子中，當被啟動後，使用者可以在視窗上面使用滑鼠點選來選擇任何視窗，或使用鍵盤導向的游標和按下"Enter"來選擇它。接著就會消失，留下前景是所選擇的視窗。
用來啟動的按鍵可以自訂為任何的功能鍵，如shift，control，option，或是command鍵，PowerBook和iBook上的fn鍵，甚至可以是多鍵滑鼠上的按鍵。
Quartz Compositor確保動畫效果和縮放可以快速和平滑呈現。
於2003年10月的Mac OS X v10.3（"Panther"）中加入。從那開始，好幾個Microsoft Windows和Linux應用程式已經複製它的功能，包含給Windows平台的 TopDesk （页面存档备份，存于），WinPLOSION（原先稱為），Entbloess，Switcher （页面存档备份，存于）以及給數種Unix及类Unix平台的Skippy，Expocity，Komposé
微軟曾在2000年之前作過視覺地呈現應用程式的某些研究，把應用程式他們自己的用縮小版本而不是小圖示來呈現，且結論是這樣是比較好的方法。在研究計畫TaskGallery （页面存档备份，存于）中，取自StartPalette的設計描述：“替代容易混淆和學習小圖示的困難，以螢幕截圖和他們實際上外觀的較小版本來顯示作為開啟文件和執行應用程式。”然而直到2006年11月Windows Vista发布，才标志着Windows系统正式引入此功能。

## 外部連結
- Apple - Mac OS X - 特色 -